# Gnomidolon gemuseusi
Gnomidolon gemuseusi là một loài bọ cánh cứng trong họ Cerambycidae.